# Medresa minaretu Ince
Medresa minaretu Ince – XIII-wieczna medresa znajdująca się w dzielnicy Selcuklu w Konya na terenie Turcji, obecnie siedziba muzeum rzeźby kamienia i drewna (TAS ve AHŞAP Eserler Müzes). 

## Historia
Budynek ten zbudowany został w latach 1258–1279 przez wezyra Sułtanatu Seldżuckiego Sahiba Atę Fahreddina Alego. Minaret był pierwotnie znacznie wyższy niż ten, który przetrwał do dziś i miał smuklejszy wygląd w porównaniu z minaretami innych ówczesnych meczetów Seldżuckich. 
Budynek ma ozdobną, kamienną fasadę, która obejmuje rzeźby pism, geometryczne wzory i pionowe linie przypominające wstążki. Wejście otoczone jest pasmem pisma suls (kaligraficznego pisma arabskiego) przedstawiającym Surę 36 i Surę 110. Minaret został zniszczony podczas burzy w 1901 roku. Początek prac remontowych miał miejsce w 1936 roku. Całkowicie budynek został odbudowany i odrestaurowany w 1956 roku. Obecnie w budynku mieści się muzeum kamiennych i drewnianych przedmiotów pochodzące z okresów seldżuckich i osmańskich.

## Specyfikacje
Wewnętrzna kopuła nad dziedzińcem wyłożona jest ciemnofioletowymi i turkusowymi płytkami. Wnętrza są murowane z cegieł. Ściany od strony dziedzińca są bogato zdobione jak większość ówczesnych medres. Zewnętrzna ściana minaretu i zewnętrzna powłoka kopuły ozdobione są cegłami dekoracyjnymi. W środku znajdują się także grobowce.